# Alvaldi (lune)
Alvaldi (Saturne LXV, désignation provisoire S/2004 S 35) est un satellite naturel de Saturne découvert par Scott S. Sheppard, David C. Jewitt et Jan Kleyna sur des observations effectuées avec le télescope Subaru entre 2004 et 2007.
Sa découverte a été annoncée le 8 octobre 2019 dans la Minor Planet Electronic Circular 2019-T157. Il est numéroté de 10 août 2021. Il est nommé le 24 août 2022.

## Caractéristiques
Ce satellite mesure 4 km de diamètre.
Son orbite est caractérisée par un demi-grand axe de 21 953 200 km, une excentricité de 0.182 et une inclinaison de 176.4°. Il fait partie du groupe nordique.

## Étymologie
Son nom lui a été donné en référence à Alvaldi.